# Юдін Олег Іванович
Олег Іванович Юдін (рос. Олег Иванович Юдин; нар. 20 серпня 1935 — пом. 19 травня 2005, Калінінград, Росія) — радянський футболіст, воротар. Футбольний суддя, тренер

## Життєпис
Грати розпочав у Куйбишеві в 1949 році. У дорослому футболі дебютував 1960 року в футболці куйбишевських «Крила Рад». З 1961 по 1962 роки був гравцем калінінградської «Балтики». У 1963 році перейшов до мінського «Динамо», в складі якого став бронзовим призером чемпіонату СРСР 1963 року, у тому ж році Юдина було присвоєно звання майстра спорту. У 1965 році перейшов до одеського «Чорноморця». У складі одеситів дебютував 9 травня 1965 року в нічийному (1:1) виїзному поєдинку 5-о туру 1-ї групи Класу «А» проти СКА (Ростов-на-Дону). Олег вийшов на поле на 88-й хвилині, замінивши Георгія Городенка. Закріпитися в складі «моряків» не зумів й зігравши 2 поєдинки (4 пропущені м'ячі) в чемпіонаті та 1 поєдинок у кубку СРСР, у 1965 році повернувся в «Балтику», кольори якої захищав до 1968 року. Останнім клубом майстрів майстрів у кар'єрі Юдіна був «Німан» (Гродно). По завершенні сезону 1969 року Олег Юдін припинив виступи на професіональному рівні.
Після закінчення ігрової кар'єри тренував виробничі колективи, а також дитячі та юнацькі команди Калінінграда. Судив матчі першості країни. Очолював калінінградську дитячу футбольну школу — СДЮСШОР № 5, був головою Федерації футболу Калінінграда.